# 220 mm armata mle 1917 Schneider
Canon de 220 L mle 1917 Schneider – francuska ciężka armata polowa z okresu I wojny światowej.

## Historia
Przed rozpoczęciem I wojny światowej francuska koncepcja prowadzenia działań wojennych zakładała szybką wojnę manewrową, w której nie ma miejsca na ciężkie i trudne do transportu armaty dużego kalibru. Armia francuska została wyposażona głównie w lekkie i szybkostrzelne (jak na ówczesne czasy) armaty de 75 mle 1897.  Przebieg działań wojennych w 1914 negatywnie zweryfikował francuską doktrynę i kiedy okazało się, że zamiast spodziewanej szybkiej wojny manewrowej konflikt przeistoczył się w statyczną wojnę pozycyjną armia francuska nie posiadała prawie żadnych armat dużego kalibru, potrzebnych do niszczenia umocnionych pozycji przeciwnika.

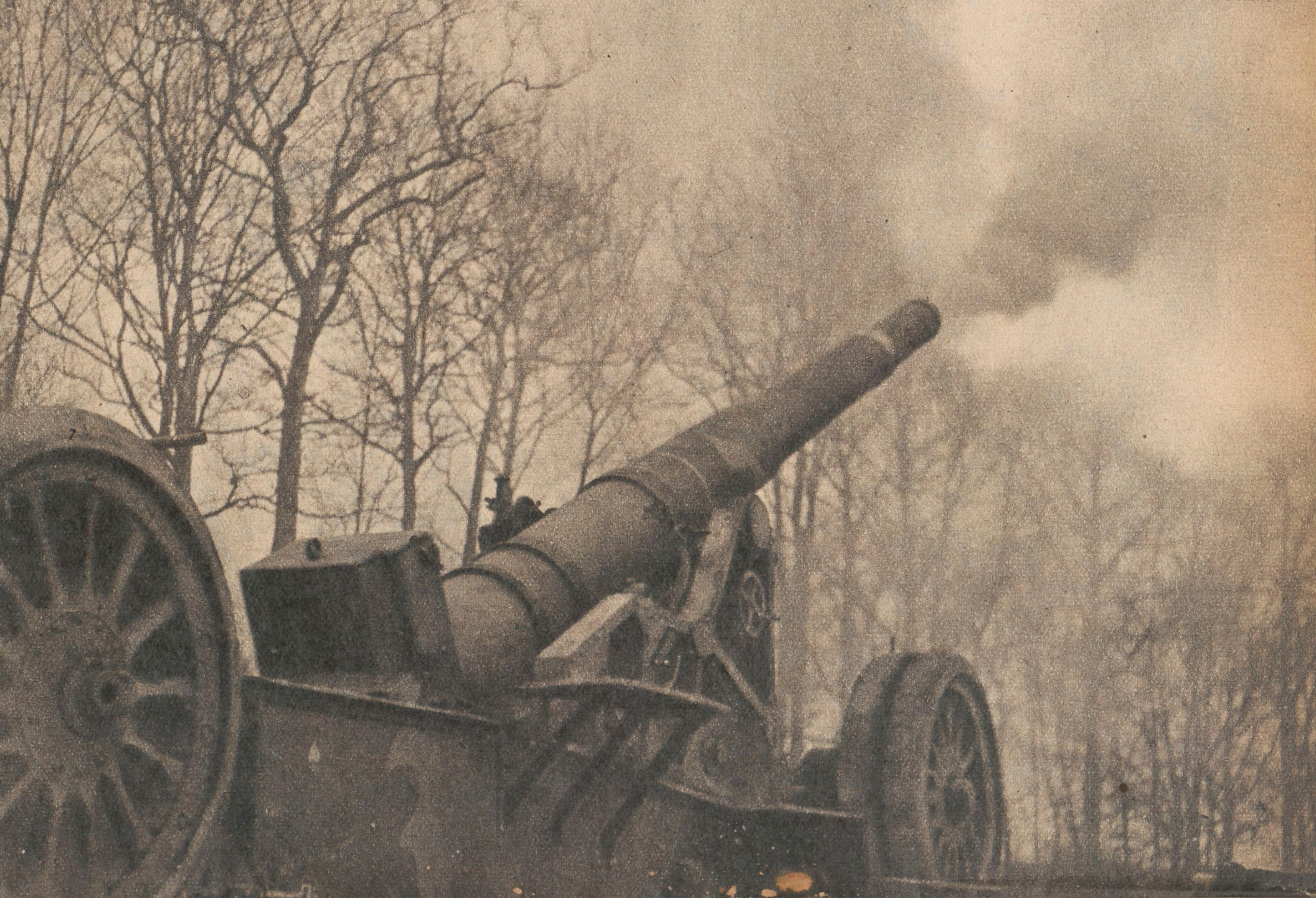
Strzelająca 220 mm armata mle 1917 Schneider w czasie II wojny światowej

Zaprojektowanie nowych, ciężkich armat zajęło francuskim projektantom trochę czasu i Canon de 220 L mle 1917 Schneider (znana także jako Can 220 L 17 S) pojawiła się na froncie dopiero w 1917. Nowa konstrukcja została zaprojektowana przy wykorzystaniu konstrukcji lufy istniejącej armaty okrętowej i pomimo bardzo znacznej masy własnej była to bardzo udana broń o znacznym zasięgu i pocisku o dużej mocy niszczącej.
Po zakończeniu wojny broń ta pozostała na wyposażeniu armii francuskiej i była używana jeszcze w II wojnie światowej. Zdobyte przez Niemców egzemplarze były używane przez Wehrmacht jako 22-cm K532(f), stanowiły uzbrojenie Wału Atlantyckiego i niektóre z nich wzięły nawet udział przeciwko wojskom alianckim w czasie lądowania w Normandii.